# Daphne Maugham Casorati
Pour les articles homonymes, voir Casorati.
 (juillet 2014).
Si vous disposez d'ouvrages ou d'articles de référence ou si vous connaissez des sites web de qualité traitant du thème abordé ici, merci de compléter l'article en donnant les références utiles à sa vérifiabilité et en les liant à la section « Notes et références ».

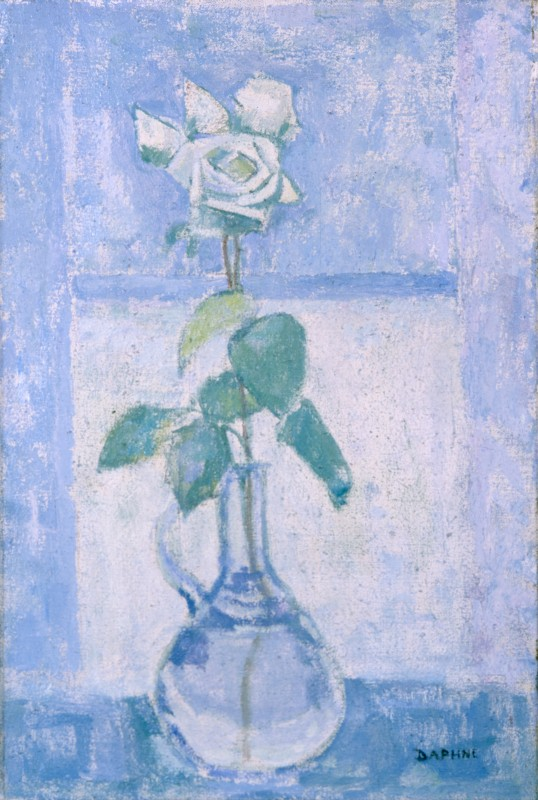

Daphne Maugham Casorati, née en 1897 à Londres, et morte en 1982 à Turin, est une artiste-peintre anglo-italienne.

## Biographie
Elle a été formée à Paris et à Londres. Elle s'est alors établie et mariée en Italie. Elle a participé avec son mari, le peintre Felice Casorati (peintre) (1883-1963), à tous les développements picturaux du XXe siècle en Italie et leur a apporté sa large expérience internationale. La commune d'Imperia en Italie lui a rendu hommage récemment.

### Famille
Daphne Maugham serait née à Londres, Paddington, Greater London Middlesex, durant le 1er trimestre 1897. Son père, Charles (1865- 1935), était juriste à Paris, et l'ambassade britannique était un de ses grands clients. Charles avait six frères dont William Somerset Maugham, un écrivain de renom et Frederic Maugham, Lord Chancellor (ministre de la justice) sous le gouvernement Chamberlain (1938-1939)...
Daphné est la troisième de cinq enfants. Ses deux sœurs aînées sont artistes : la peintre Claris Maugham Farrell et Cynthia Maugham, superbe danseuse, élève des danseurs Clotilde et Alexandre Sakharoff à Turin. Après ces trois filles, viennent une quatrième fille Enid puis un garçon Ormond.
La famille vit à Paris et vient en vacances en Bretagne à Saint-Briac près de Saint-Malo. Daphné y réalisera ses premières œuvres.
Daphné appartient à la haute bourgeoisie cosmopolite cultivée qui s’intéresse aux arts. Sa famille compte plusieurs générations d'artistes, en particulier du côté maternel. Son grand-père Heywood Hardy est un peintre animalier reconnu. Son grand-père paternel Sir William Beechey était un portraitiste de la cour de la reine Victoria. Sa mère Mabel Hardy Maugham (dite Beldy) est musicienne et peintre. Cette ambiance familiale sera la première source de l’intérêt artistique de Daphné qui sera la troisième génération de peintre.

## Carrière
Sa formation prend un tournant décisif en 1914, quand, à dix-sept ans, elle s’inscrit à l’Académie Ranson à Paris, dirigée par les peintres symbolistes Paul Sérusier et Maurice Denis, deux peintres Nabis importants, et avec eux elle s’intéresse à la théosophie. Ensuite, elle expose avec des autres élèves à la Galerie Druet.
En 1916, en parallèle avec des études de langue et une intense activité sportive, elle fréquente l'atelier du peintre expressionniste polonais Mela Muter, une des premières femmes peintres polonaises et, entre 1918 et 1921, l'atelier du peintre cubiste André Lhote à l’Académie Notre-Dame des Champs.
En 1921, elle expose une œuvre au Salon d'Automne à Paris. L'année suivante, elle va à Londres et se perfectionne à la Slade School of Art à l'Université de Londres.
Après cette formation picturale, en 1925 elle décide de s'installer à Turin, où vit sa sœur, Cynthia qui danse et fait des mises en scène au théâtre privé de Richard et Cesarina Gualino, et elle y rencontre le peintre Felice Casorati (1883-1963) qui avait fait un portrait de sa sœur. Elle fréquente alors l’atelier de Casorati, où ses camarades, entre autres, sont Nella Romano Marchesini, Paola Levi Montalicini, Albino Galvano et Sergio Bonfantini, et elle devient l'une des meilleures élèves ; elle y travaille jusqu'à son mariage avec le peintre en 1931, suivi par la naissance son fils Francesco en 1934. Elle reprend rapidement la peinture, malgré la guerre puis la mort de son mari en 1963 et elle ne s'arrêtera de peindre qu'à son décès.

## Expositions
Sa carrière de peintre est marquée par de nombreuses expositions publiques, certaines de renommée internationale, qui reçoivent dès le début, une large reconnaissance. Elle a exposé à Turin (palais des beaux arts 1926), neuf fois à la Biennale de Venise (1928, 1930, 1932, 1934, 1936, 1938, 1940, 1948, et 1950), et six fois à la Quadriennale d'art national à Rome (1935, 1939, 1943, 1948, 1959, et 1965), à l'Institut Carnegie de Pittsburgh de 1928 à 1939 et dans de nombreuses galeries privées italiennes. Elle a organisé plus de quinze expositions personnelles. Elle a également reçu de nombreux prix, en 1931 dans le cadre du festival d'Art Sacré de Padoue, en 1937, à la Foire Internationale de Paris, et en 1955 le prix de l'Exposition nationale à la Galleria dell'Accademia de Florence. Elle y expose aussi au palais Strozzi en 1967 dans le cadre de l'exposition sur "l'art moderne en Italie" de Carlo Ludovico Ragghianti, exposition réalisée pour trouver des fonds permettant le sauvetage des œuvres endommagées par la crue de l'Arno en 1966.
Ses tableaux sont d'abord signés Maugham puis simplement Daphne. Peut-être ne voulait-elle pas être liée à son oncle l'écrivain Somerset Maugham, dont elle appréciait peu la causticité et l'homosexualité.

### Peinture
Avec sa culture et ses qualités picturales, elle a influencé Felice Casorati, en particulier dans ses œuvres peintes en plein air. Par nature timide et réservée, elle vivait un peu dans son ombre, alors que leur maison était un centre de la vie intellectuelle, à Turin, en présence de Lionello Venturi, James Debenedetti, Carlo Levi, Mario Soldati, Giacomo Noventa, les musiciens Casella et Ghedini, et les architectes Sartoris et Rigotti.
Lionello Venturi a insisté sur la valeur et l'importance de la recherche artistique du travail de Daphné, dans le contexte de l'art italien après la Seconde Guerre mondiale, et il a déclaré dans l'introduction au catalogue de l'exposition de Peinture Italienne Contemporaine à la galerie Redfern à Londres en 1946 : « Daphné Maugham a apporté sa large expérience des tendances internationales aux recherches italiennes ».
En plus de Venturi, de nombreux autres grands noms comme Luigi Carluccio, Raffaele De Grada, Piero Bargis, Martian Bernardi, Angelo Dragone et Leonardo Borgese ont accompagné l'évolution de la peinture de Daphné, ce qui a été largement montré dans une série d'expositions dans les années soixante-dix.
Après une longue maladie Daphné Maugham Casorati est morte à Turin en 1982.
En 2009, son fils Francesco (1934-2013), peintre lui aussi, a réalisé plusieurs expositions où il présentait à la fois ses œuvres et celles de sa mère.